# Член-соревнователь
Член-соревнова́тель — устаревшее (дореволюционное) статусное обозначение  члена академического, политического, благотворительного или иного общества, не являющегося полноправным (действительным) членом. Как правило, член-соревнователь сочувствует (соревнует) целям общества, желает принимать участие в его деятельности, платит членские взносы и иными способами помогает обществу, но обладает лишь правом совещательного голоса.

§ 6. Соревнователями могутъ быть лица всякаго званиія, проживающія какъ въ губерніи, такъ и въ другихъ мҍстах, если они изъявятъ желаніе содҍйствовать преуспҍванію Общества матеріальною поддержкою, напримҍръ: пожертвованіемъ деньгами, книгами, инструментами, больничными вещами, медикаментами и припасами для устройства амбулаторныхъ клиникъ.
— Устав общества врачей города Лодзи, 1886